# Sadik Bejko
Sadik Bejko (ur. 1943) – albański poeta i tekściarz, profesor literatury.

## Życiorys
W 1971 roku dołączył do redakcji RTSH. Napisał trzy teksty piosenek, które zaśpiewano w 1972 roku na Festivali i Këngës 11, w następnych latach był więziony przez władze komunistyczne.